# Міхаель Шредер
Міхаель Шредер (нім. Michael Schröder, нар. 10 листопада 1959) — німецький футболіст, що грав на позиції півзахисника.
Виступав, зокрема, за клуби «Гамбург» та «Штутгарт». У складі першого — дворазовий чемпіон Німеччини та володар Кубка чемпіонів УЄФА. 

## Ігрова кар'єра
У дорослому футболі дебютував 1980 року виступами за команду клубу «Гамбург», в якій провів шість сезонів, взявши участь у 90 матчах чемпіонату. Протягом цього періоду кар'єри молодий півзахисник, хоча й не був основним гравцем, але зробив свій внесок у здобуття гамбургцями двох титулів чемпіонів Німеччини та першої і єдиної в історії клубу перемоги у Кубку чемпіонів УЄФА в розіграші 1982-1983 років.
Наступним клубом гравця став «Штутгарт», до складу якого він приєднався 1986 року. Відіграв за штутгартський клуб наступні три сезони своєї ігрової кар'єри. Більшість часу, проведеного у складі «Штутгарта», був основним гравцем команди.
1989 року повернувся до «Гамбурга». Цього разу провів у складі його команди два сезони. 
Завершив професійну ігрову кар'єру у клубі «Теніс Боруссія», за команду якого виступав протягом 1993—1994 років.

## Титули і досягнення
- Чемпіон Німеччини (2):

«Гамбург»: 1981-1982, 1982-1983
- Володар Кубка чемпіонів УЄФА (1):

«Гамбург»: 1982-1983